# Кафка, Мартин (регбист)
Мартин Кафка (чеш. Martin Kafka, родился 25 июля 1978 в Ржичанах) — чешский регбист и регбийный тренер, главный тренер сборной Чехии по регби. Правнучатый племянник известного писателя Франца Кафки, внук немецкого футболиста Гельмута Кафки.

## Биография

### Клубная карьера
В чемпионатах Чехословакии и Чехии представлял родной город Ржичани в одноимённой команде. Играл в Испании за команды «Валенсия» и «Алькобендас», во Франции за «Расинг Метро 92» и «Кастр», завершал карьеру в Японии за «Саникс».

### Карьера в сборной
С 2000 по 2006 годы провёл 37 игр за сборную Чехии, набрав 136 очков.

### Тренерская карьера
В 1997 году Кафка поступил на Факультет физической культуры и спорта Карлова университета, который успешно окончил, получив лицензию тренера. С 2007 по 2013 годы возглавлял сборную Чехии.